# Lucius Licinius Murena (Konsul 62 v. Chr.)
Lucius Licinius Murena (* etwa 105 v. Chr.) war ein Politiker der späten römischen Republik.
Er war 83 bis 81 v. Chr. bei seinem gleichnamigen Vater, als dieser als Statthalter der Provinz Asia einen Krieg gegen Mithridates von Pontos führte. 75 oder 74 v. Chr. wurde er Quästor, anschließend 73–69 v. Chr. Legat des Lucius Licinius Lucullus im dritten Krieg gegen Mithridates, 65 v. Chr. praetor urbanus und 64 v. Chr. Statthalter der Provinz Narbonensis. 63 v. Chr. bewarb er sich erfolgreich um das Konsulat für das folgende Jahr. Zwar wurde er wegen gesetzwidriger Bewerbung angeklagt, aber von Marcus Tullius Cicero (Rede pro Murena), Marcus Licinius Crassus und Quintus Hortensius Hortalus mit Erfolg verteidigt. Er nahm als designierter Consul am 5. Dezember 63 v. Chr. an der Senatssitzung teil, bei der über das Schicksal der Catilinarier entschieden wurde. 62 v. Chr. amtierte er als Konsul zusammen mit Decimus Iunius Silanus; die beiden schrieben in einer lex Licinia Iunia vor, dass Gesetzanträge im Aerarium niedergelegt werden mussten.

## Quelle
- Marcus Tullius Cicero: Pro Murena (= Texte zur Forschung. 55). Mit einem Kommentar herausgegeben von Joachim Adamietz. Wissenschaftliche Buchgesellschaft, Darmstadt 1989, ISBN 3-534-02246-7.